# 吉永さん家のガーゴイル
『吉永さん家のガーゴイル』（よしながさんちのガーゴイル）は田口仙年堂の著述による日本のライトノベル、またこれを原作としたメディアミックス作品。イラストは日向悠二が担当。ファミ通文庫（エンターブレイン）より2004年1月から2008年7月まで刊行された。本作の番外編『ガーゴイルおるたなてぃぶ』についても本項で扱う。

## 概要
エンターブレインのライトノベル文庫レーベルファミ通文庫より2004年から番外編『おるたなてぃぶ』を含め2009年までシリーズが継続された。2005年に漫画化、2006年にはアニメ化されている。2014年より児童文学として児童に読みやすいように一部リライトされ角川つばさ文庫より再版されている。累計部数は40万部を突破している。
喋る石像ガーゴイルを主役とし、その周囲の生活を主軸として巻き起こる騒動を描くファンタジー（エブリデイ・マジック）作品。出版社より「ご町内ハートフルコメディ」という触れ込みで派生作品を含むシリーズ作が展開された。
本編に相当する『吉永さん家のガーゴイル』と、主人公および舞台となる土地が異なる（世界は同じ）番外編である『ガーゴイルおるたなてぃぶ』の2作品が存在する。この2作は互いに独立した物語ではあるものの、同時に緊密な連携が取られており、本編で張られた伏線が番外編で回収される、もしくはその逆（番外編の伏線が本編で回収される）を用い、双方の物語を動かす手法が取られている。
『吉永さん家のガーゴイル』第1作（第1巻・無印）は、エンターブレイン主催『第5回 エンターブレインえんため大賞・小説部門』大賞受賞作。同時に、著者である田口仙年堂にとってはデビュー作となる。
なお『吉永さん家のガーゴイル』は地文の表記が、ほぼ三人称による客観によるが『ガーゴイルおるたなてぃぶ』は主人公であるひかるとガー助の主観による一人称が表記主体となっている。そのため『吉永さん家のガーゴイル』のキャラクターが『おるたなてぃぶ』に登場する際には、ひかるたちと知己を得たレギュラーキャラクターでない限りは単に「少女」（梨々や双葉などに対して使われた表記）や「白色」（梨々）「自動人形、白騎士」（デュラハン）など、キャラクターの固有名詞・本名が用いられない。

## ストーリー

### 吉永さん家のガーゴイル
御色町（ごしきちょう）という平和な街に、一風変わった個性派揃いの家族・吉永家が住んでいる。
ある日のこと、吉永家の長女・双葉が商店街の福引で三等賞を引き当てた。その賞品は、喋る犬の石像。その日を境に、吉永家と周囲の生活は一変する。その石像は自らを門番と名乗り、頼まれもしないのに吉永家の門柱の上に陣取って訪問者に誰何し、時に問答無用で新聞配達や近所の者に攻撃を仕掛けだす。近所迷惑な石像の行動に双葉は激怒。何とかして石像を排除しようと動き出す。しかし石像は、そんな双葉を始めとする吉永家の人々との触れ合いの中から、自らの行動の善悪や判別・程度を学び、少しずつ町の人々の理解を得て、やがては御色町の守護者として信頼を勝ち得ていく。
石像は、やがて吉永家の人々からガーゴイルと名付けられ、自らの大事な「家族」である吉永家を守るため、また自らに降りかかる火の粉を払うため、主人である双葉や、その兄である和己と共に、時に自らの創造者の1人である高原イヨのサポートを受けながら、様々な敵や困難と戦うことになる。

### ガーゴイルおるたなてぃぶ
それなりに平和な猪崎市（いのさきし）の中でも「ちょ～っとだけ」治安の悪い繁華街。その片隅に建築つ雑居ビル逸色ビルの3階に住む東宮ひかるは、実家から家出同然に自立したばかりの見習い錬金術師である。ひかるは、自らの命を分けて創造した自動石像ガーゴイル（通称・ガー助）と共に「人々の役に立つ錬金術師」になるため、自宅をオフィスとし探偵業を兼ねた便利屋「鳥屋」を開業した。
ある日、ひかるは同じビルの1階に構える花屋から事件の依頼を受ける事に。しかし、それはひかるの創造した錬金術「ラーの天秤」を狙う古科学者集団・ミズチとの苛烈な戦いの始まりであった。
ひかるは同じビルに同居する人々や、ミズチと思想を違えたがために敵対していた古科学者高原喜一郎と秋里カンジのコンビと共に、ミズチの野望を粉砕すべく立ち向かっていく。

## 登場人物
本作の主な登場人物。また、スピンオフの『ガーゴイルおるたなてぃぶ』の登場人物について本項で扱う。

### 主要人物
ガーゴイル
声 - 若本規夫
第二次世界大戦前に3人の錬金術師たちがその技術の粋を集めて作り上げた、“命を持つ”門番型自動石像。外見は全身漆黒で悪魔のような翼と鎧のような装甲を纏うお座りした「犬」。門番として作られたその使命に誇りを持つ。
当初は、長い間休眠状態にあったことと人間世界に関する情報不足からか、考え方に融通が利かず、吉永家（特に双葉）や御色町の住人とトラブルを起こしていた。しかし、周囲との触れ合いから柔軟な物の考え方ができるようになり、現在は自分の役目を「吉永家の守護者」から、「御色町の守護者」と考えるようになっている。
空中飛行や遠隔感知や瞬間移動などの特殊能力に、「見えざる水銀」と「触れざる硫黄」による光線を主とした多彩な攻撃または便利機能を持つ。また、犬猫を始めとする動物や考える人や狛犬などの石像と会話をすることも可能。常に冷静で大局的な物の見方を心掛ける。吉永家の話し合いの末に付けられた名で、和己は「ガーくん」と呼ぶ。お隣のおばあちゃんにもらった鈴が唯一の私物であり宝物。
錬金術師の最終目的である賢者の石のレプリカで作られており、吉永家に来た当初は彼を狙う個性豊かな敵が絶えなかった。
吉永 双葉（よしなが ふたば）
声 - 斎藤千和
吉永家の長女で末っ子。初登場時9歳で、御色第一小学校3年生。プロレス好きのお転婆少女。ガンを飛ばすような三白眼とロケットノズルを髣髴とさせるポニーテールが特徴。性格は短気で喧嘩っ早く口より先に手が出るタイプだが、弱いものイジメはしない。性格故にトラブルメーカーとなることが多く、ご近所では「吉永さん家の凶暴な方」と評されている。最初はガーゴイルのことを嫌っていたが、今は大の仲良し。旺盛な好奇心から学力は高く、面談では私立中学への進学を打診されていた。
吉永 和己（よしなが かずみ）
声 - 宮田幸季
吉永家の長男で双葉の兄。初登場時16歳で、県立菜々色高校1年生。見た目が可愛らしく性格も大人しいため、5割（原作ではほぼ10割）の確率で少女と間違えられる（そのため、双葉からオカマと揶揄されることも）。双葉のブレーキ役を務めることが多い。体力は7歳下の双葉と互角だが、それ以外の能力は高く、雑学なども嗜む。ただし稀に双葉ですら恐れるような行動力を示すあたり、紛れもなく吉永家の一員である。美術部の後輩に人気がある。ガーゴイルの影響や演劇部でのボランティア経験から、福祉関係の仕事を目指すようになった。
梨々＝ハミルトン（りり ハミルトン）/ 怪盗白色（かいとう びゃくしき）
声 - 水樹奈々
実父であるハミルトンの手により、錬丹術の被験体にされていた少女。ガーゴイルの弱点を探るために父親の命令で百色と行動を共にするが百色に盗まれ、イヨと天祢による解毒の錬金術を施術された事で回復を果たした。現在は百色を恩人として慕い同居している。双葉の学校に入学し、双葉や美森とは親友。
後に怪盗に憧れ百色に修行してもらい「怪盗白色」を名乗る。文武両道の天才肌で、100メートル走のタイムは12秒、百色から課せられた「イヨの乳ぱんつを盗む」試験も難なくクリアし、「読心術」を得意とする（ただ、手品の仕掛けは分からなかった）。マグロ丼とイチゴタルトには特別な思い出がある。
本編10巻口絵で語られた番外編で、喜一郎について来たカンジと遭遇し激突、辛勝する。後にデュラハンと共に『おるたなてぃぶ』第3巻に登場。ただし『おるたなてぃぶ』では、あくまでも「謎の少女」ないしは「怪盗白色」として語られ行動しており、そのバックグラウンドに関しては語られない。
怪盗百色（かいとう ひゃくしき）
声 - 千葉進歩
その名の通り、世を騒がせている怪盗。変装や手品を得意とする奇術師である。
端麗な容姿に加え、怪盗らしからぬ健全な性格（いわゆる義賊）でもあることから女性にモテるが、ただ1人イヨには「乳ぱんつ事件」で嫌われており、「怪盗エロマント」「ゴキブリ」などと呼ばれている。エンパイアステートビルの外壁をよじ登ったり、ガーゴイルの放つ光線をカードで弾いたりと、非常に高い身体能力を持つ。
ガーゴイルとは互いを認め合うライバル同士であり、普段は何かと戦り合っているが、ここぞというときには息のあった動きを見せる。
高原イヨ（たかはら イヨ）
声 - 桑島法子
御色町商店街に新しく出来た、怪しいアンティークショップ「兎轉舎（とてんしゃ）」の女主人。原作の地文ではお姉さん（もしくは兎轉舎のお姉さん）と表記・呼称される。
パラケルススの再来と謳われた天才錬金術師で、ガーゴイルの開発者の1人。開発においては「素材開発」と「思考パターンの提供」を行っている。80年以上生きているが、錬金術の応用により未だ20代の若々しい外見を保っている。珍奇な機械の試運転や怪しげな実験を度々行い、生意気な双葉や百色などに対しては躊躇無く青龍刀を振り回すなど、性格は子供っぽい。しかし戦争で大事な家族を失うなどの辛い経験もしており、真面目モードの際の言葉には、多くの経験をしてきた者にしかない重みがある。
実家は東北の貧農（小作人）であり、実家の口減らしのために兎轉舎の前身である「高原商会」に奉公に上がっていた。奉公とはいえ、実は実父と高原商会の(当時の)主人が友人同士であった事から、実のところは当時の若旦那であった高原潤の許嫁に近かったようである。その事もあり、潤の「人々を幸せにするための錬金術」という信念に共感したことが錬金術に触れるきっかけとなった。高原商会の輸入品の中にオリジナルの賢者の石が混ざっていた事に気づいてしまい、その現物からのフィードバックによってレプリカを開発することに成功。ガーゴイルの素材として提案する。
現在の店名の兎轉舎は、そもそも中国の法家の思想書の一つ『韓非子』の中にある説話「守株待兔」より来ている。日中戦争の時に赤紙が夫となった潤に届いてしまい出征した際におけるイヨ自身の「たとえどれだけの時が来ようとも、切り株にウサギがぶつかるのを待つほどに低い確率であり、それを待つほどバカバカしい事であろうとも、私（イヨ）はあなたたち（潤と喜一郎）の帰りを永遠に待ち続けます」という妻として母としての一途な思いから来た店名である。
東宮ひかる（ひがしみや ひかる）
『ガーゴイルおるたなてぃぶ』の主人公。猪崎市の雑居ビル（逸色ビル）3階で「鳥屋」（いわゆる「何でも屋」）を営む。しかし依頼は稀で、いつも金欠で悩んでいる。ついた特技が「1日100円で過ごせる」で、好きな言葉は「拾う、もらう、タダ」。現在において日本最年少の錬金術師である。
実は東宮天祢の姪（彼の兄の娘）であり、錬金術にのめり込んだ末、啖呵を切って家を飛び出した身である。結果、実家とは一応絶縁状態。
過去に見えざる水銀中毒になり、死の間際で命をやり取りする錬金術「ラーの天秤」を思いつく。それによりガー助を完成させるが命を共有することになる。以降、ラーの天秤の技術は忘れていたが、レイジの手によって思い出した。その後、命の危機の際に改良を加え、対象に触れただけで命をやり取りできるようになる。なお本人は自覚していないが生命力の意図的な操作は高原イヨでも成し得ていない錬金術の最秘奥のひとつであり、年若くしてそれを成し遂げた事によって日本中の錬金術師たちの中で最も可能性に満ちた人物かつ高原イヨすらも越えうる錬金術師と見なされている。
ひかるを狙い、周囲の人間に危害を加えた古科学者を敵視している。
ガーゴイル（ガー助）
ひかるが錬金術で作った「鳥型」自動人形。希少銀（ミスリル）製で全身ほぼ黒色、翼に注連縄を巻きつけてある。本編のガーゴイルにあやかって名前が付けられたが、周囲には「ガー助」の愛称で親しまれている。ひかると命を共有する身であり、それがこの物語の中核を成す。少年漫画の影響からか、口や態度が悪い上に怒りやすく、ことあるごとにひかるとケンカをしている。

### 錬金術師
吉永家のガーゴイルを狙う錬金術師。
東宮 天祢（ひがしみや あまね）
声 - 菊池正美
東宮エレクトロニクス若社長で、トーグーグループ総帥次男。26歳。自宅の豪邸には多数のハウスメイドを従えている。祖父の遺志を継いで錬金術師となり、ケルプを以ってイヨに挑戦した。
美男子な上に優秀な経営者で、錬金術師としても一流、更には家事までこなせる完璧人間だが、イヨには尻に敷かれている。
ひかるにとっては錬金術の師匠であり、天祢としても一番弟子かつ東宮の錬金術の最も年若く可能性に満ちた継承者として、また単純に姪として、ひかるを可愛がっている。時にそれが行き過ぎなほどの姪バカを発揮。これが原因で大恥をかいたり心的なダメージを喰らう。
ケルプ
声 - 岡野浩介
ガーゴイルに対抗するため、東宮天祢によって作られた「上位2級の天使」の名を持つ全身純金製の自動石像。羽根の生えた獅子のような姿をしている。見えざる水銀での光線に加え、相手の心理から姿を隠す心理ステルス機能を持つ。また、ガーゴイル対策に音波を交えた衝撃波を使用した。礼儀正しい性格で誰に対しても敬語でしゃべる。
ハミルトン
声 - 家中宏
スコットランドの錬金術師。痩せ型の中年男性。ガーゴイルに使われている賢者の石を高原イヨから奪うために日本に来た。梨々の父親でもあるが、彼女を錬丹術の被験体にする（成功した暁には人間を超えた存在になる）ことこそが、父親としての愛情だと考えているマッドサイエンティスト。
イヨと天祢が名前を知っていることから、錬金術の世界では多少名の通った人物のようである。原作13巻で再登場し、ピクシーに関する情報を提供する。
アニメ版では梨々を取り戻すためにレイジと結託し、最終話の中ボスとして登場。ケルプやオシリスを奪い操って御色町を襲い、吉永家に挑む。
デュラハン
声 - 飯島肇
ハミルトンが開発した、対立てこもり犯用の城門破りロボット（自動人形）。通称「首無し騎士」で、文字どおり首から上がない（名前の由来もアイルランドの伝承から）。梨々を守ることが主な役目。もともとはハミルトンからの命令だが、現在ではそれを自らの使命と心得ている。百色がハミルトンから梨々の養育権を奪ったあと、今まで彼女にひどいことをした罪滅ぼしをしたいとついてきた。梨々を養うため百色と雇用契約を結び、彼の仕事の手助けをする。料理もできる。未完成な妖精の技術を思考回路に流用されているため、単純な単語での会話しか行えず、性格は少し子供っぽい。
能力は凍結効果のある光線や熱光線の発射、両手部分の銃火器（通常弾頭のほか焼夷弾や榴弾など多種類の弾頭が仕込まれている。また、さまざまなアタッチメントに取り替えることも可能）など。また腹部には奥の手として高熱を帯びる杭が内蔵されており、これを展開した状態での突撃（ヒートパイルアンカー）はガーゴイルでも避けられず、体にヒビを入れるほどであった。
ヒッシャム
声 - 中國卓郎
エジプト人の錬金術師。自国の繁栄と自らの名誉の為にオシリスを開発し、ガーゴイルと対決させようと来日した。英語交じりの日本語を操るが、発音といい文法といいどちらもかなり怪しい不審人物。しかし本当は生命を大切にする心優しい性格。趣味はバレエ鑑賞。変な踊りを常日頃から繰り返している。特技は、円周率を二千五桁まで暗唱できること。語尾に「――デース」を多用する。
実は植物学の権威であり、その業界では表（科学としての植物学者）にも裏（錬金術師・古科学者としての植物学者）にも名の知れた人物。自国に数多くの生徒を残しており、生徒たちからは崇敬を集めている。また「植物は愛情を持って育てねばならない」を第一義の信念としており『おるたなてぃぶZERO』では、その信念の元、教えから外れてミズチに与した弟子を叱責し改心させた。同時に弟子と同道していた古科学者も彼の言葉で同様に改心の道へと至る。
『おるたなてぃぶ』でもレギュラーキャラクターを務め、同作ではひかるの開発の爆発に巻き込まれたり、ひかるに命を50%も吸われたり、ひかるに命がけで新素材を作らされたり、と良い人ぶりが祟って散々な目に合わされている。しかし上記の弟子への説教、植物学系の古科学者の改心、千秋や彦左衛門の治療などを行い、ひかるたちの勝利へと貢献した、本作最大の影の功労者でもある。
なおアニメでは吉永家のガーゴイルの事を「ガゴイールさん」と間違った呼び方をするが、原作ではその表記は一度もない（後に登場した彼の弟子が、吉永家のガーゴイルをこの表記で呼称している）。
オシリス
声 - 浅野るり
ヒッシャムが開発した強化植物。自立が可能なほどの知能を持ち、高飛車な性格。ガーゴイルすら溶す強力な腐食光線、葉が1枚でも残っていれば復活できる強靭な再生能力を持つ。声帯は持たず、会話はもっぱら携帯電話の音声やメールまたは筆談で行う（和己とはメル友である）。元々は食用として開発されたため、果物のような味で美味。体内に万能薬（パナケア）を循環させているため、回復効果もある。名前の由来は一度死んで後に蘇ったというエジプト神話の神から。

### 兎轉舎
イヨの親族や知人。
高原 潤（たかはら じゅん）
兎轉舎の前身である零細輸入商社「高原商会」の主人。イヨの夫であり、喜一郎の父。物語本編時点では故人とされている。本編では、イヨの夢（思い出）の中で同商会の若旦那かつ錬金術を極めんと願う学生として登場した。敬愛する「センセイ」の影響によって「錬金術で人の役に立つ」事を信条とし、そのために一家の安全を守る門番型自動石像の開発を志す。ガーゴイルの開発者の1人であり開発計画の発起人。「見えざる水銀」と「触れざる硫黄」を見出し、ガーゴイル（門番型自動石像）開発の基礎理論を構築した。
テンションが上がるとふんどし一丁の姿となって商品の開発を行う変人。両親が輸入した物品や書物から錬金術の存在を知り、独学でこれを修めた、本作における日本人最初の錬金術師でもある。
イヨと結婚し、一子である喜一郎を儲けるも、日中戦争に端を発する時代の激動に飲み込まれて徴兵され、出征した満州をさらに越えたシベリアで部隊が全滅。そのまま消息を絶ち生死不明。
高原 喜一郎（たかはら きいちろう）
イヨの息子であり、古科学者。外見は軍服を着た少年だが、年齢的には既に老人である。太平洋戦争で戦死したと思われていたが、実は戦争中にイヨの渡したお守り（賢者の石のオリジナル）と魔法使いの手によって不老不死（周囲の時間が喜一郎を覚えている状態）となり、世界中を放浪していた。『ガーゴイルおるたなてぃぶ』では「身体の一部（右手だけ）から完全復活する」「血を飲ませた人間の心臓を再生させる」という荒業を披露したが、本人は“普通の身体に戻りたい”と願っている。
戦争の果てに戦後復員を果たすも、戦後復興の混乱の中で幼馴染であったユキの死と母親であるイヨの生死不明を目の当たりにしてショックを受ける。さらには両親の知人であった平賀に錬金術で創造された特攻兵器を見せられ、父に教えられていた「錬金術で人を幸せにする」という信念が矛盾だらけの詭弁（もっと穿った言葉を使えば「嘘」）であったと誤解する。この事により「錬金術では誰も幸せには出来なかった」と錬金術を憎み、平賀の導きにより古科学に傾倒。錬金術の殲滅を画策し、ガーゴイルと戦うため御色町に現れた。
光るクナイを投げつけ敵を惑わしたり、空中で静止したり、姿を消したりと奇妙な技で戦う。また、剣術の達人でもあり、ケルプを切断しガーゴイルにも太刀傷を負わせた。しかし一連の騒動の後、母の生存を知る。この事で他の古科学者と連携を取ろうとして『おるたなてぃぶ』における一連の事件に巻き込まれ、カンジと共に失踪した古科学者を捜し各地を旅していた。最終的には自らがミズチおよびその前身となる古科学者たちに陥れられていた事を知り、絶望するも「錬金術も古科学もあくまでも道具であり、技術が悪い訳ではなく、使う人間の心次第なのだ」という境地に至る。ひかるやカンジ、平賀の娘などとの付き合いから、自分の女運の無さを気にしているようである。
双葉からは「キー兄ちゃん」と呼ばれている。一連の事件を経て己に決着をつけるため、再び訪れた御色町では和己に驚かれるほど丸い性格になっていた。
秋里カンジ（あきさと カンジ）
フード付きのコートを羽織り、和風の隈取のされた仮面を付けた子どもの古科学者。喜一郎とコンビで行動している。
特殊な折り紙を 通信手段(折鶴)や武器(手裏剣等)として使う。本編9〜10巻の巻頭漫画にて梨々と戦闘したが敗退。父の形見である仮面を盗まれてしまい、それ以来百色一家について調べていた。
『おるたなてぃぶ』3巻（梨々との再戦）にて実は「ボク少女」であったことが判明する。「カンジ」という名前は父親から受け継いだもの。それ以前の名前は不明。同書にて「本編」と『おるたなてぃぶ』のイラストでは体の大きさが違う（成人男性と少女くらい）ことが指摘されているが、イラストレーターの日向悠二は「古科学的秘術を用いた巧妙なだまし絵」と説明している。
センセイ
ガーゴイルを創造した「3人の錬金術師」（イヨ・潤・雅臣）の知人。特に潤と雅臣は彼を恩師として扱っている。岩手県に在住する農学者にして童話作家。かつては花巻の農学校で教師をしていた。「論理的な農業で人を豊かにする」ことと「芸術（童話）で人の心に潤いを与える」ことを自らの理想とし、そのため一農家として自らの農学理論に基づく農業を実践していた。その思想は潤に深い影響を与え、彼の錬金術開発の行動原理・規範となる。その意味では本人は錬金術師ではないものの、この世界における日本の錬金術師たちに根幹たる正しい思想と理想を与えた存在と言える。幼い頃の喜一郎にも「大事な人の『しあわせ』を守れる人になれ」と訓じ、常に自らよりも他者の幸せを願い大事にする、心優しい人物であった。
志半ばで結核に倒れ、学者としても農業者としても童話作家としても無名のままで他界してしまったが、その業績と思想は死後に高く評価され、現在では愛した故郷に記念館まで建てられている。
本文中では、本名はあえて記されず常に「センセイ」と呼称されており、史実上のモデルとは似ても似つかぬ大柄な熊男のように表記されているが、モデルは宮沢賢治である。そのため双葉や和己はセンセイの本名を知った時に、またカンジは喜一郎がセンセイの知人であったことを知った時に、それぞれ仰天している。

### トーグーグループ
東宮雅臣（ひがしみや まさおみ）
天祢の祖父であり、ひかるの曽祖父である錬金術師。戦前・戦中におけるトーグーグループの前身・東宮電気の社長にして会長。潤の盟友でありガーゴイルの開発者の1人。その開発においては理論補助を担当し、友の危機に流した涙が「魂の塩」となり、これを介してガーゴイルに命を吹き込んだ。
日露戦争軍需によって財を成した実父を嫌っており、そのために潤と共にセンセイの理想に共感して「人のためになる錬金術師」の道を志す。しかし、後に自らも戦中戦後の混乱期の中で社員たちを守るために軍事開発にも手を染め、戦後においては朝鮮戦争軍需や景気上昇を利用して東宮電気を日本の一大コングロマリッド・トーグーグループにまで、のし上げていってしまう。最終的には、この事がイヨとの溝を深め最終的には錬金術師としても友人としても決裂へと至ってしまう。
若い頃（あくまで、その当時において）は聡明かつ淑やかであったイヨに惹かれていた頃もあったが、自身も許嫁を持つ身であったため、恋愛と友情との葛藤の果てに潤との友情を選んだ。以降は戦中半ばまで高原家とは友として親密な付き合いがあったものの、戦後の混乱の中で上記の決裂に至る。この事に関しては自身にとって一生の悔恨であったようで、死の床にあって最後まで高原家の事を案じ、自らの錬金術を継いだ天祢に事後を託した。が、肝心の天祢は少しそれを曲解し「高原イヨに打ち勝つ」という目標を抱くようになる。
東宮電気を継ぐために潤と袂を別った後は、高原家の錬金術とは異なる錬金術体系を見出し、それは主に「知覚制御」に特化している（天祢やひかるは「東宮の錬金術は、目の錬金術」と称する）。もっとも錬金術師としては最も賢者の石に近づいた存在であるイヨを超える事はなく、業界では「日本で2番目の錬金術師」「日本のダメな方の錬金術師」と揶揄されてしまっている（天祢の曲解の原因）。錬金術師として一番の成果は国土防衛のために制作された（雅臣自身は戦後復興にも役立つことを視野に入れて制作していた）自動石像「四十五式帝国防衛用自動石像・ドミニオン」であるが、敵戦力の多勢により、あえなく撃沈されて終わっている。なお、このドミニオンの設計図を元に天祢が独自の理論を加え、兵器としての武装を解除させて制作したものがケルプである。
平賀（ひらが）
東宮電気に勤めていた雅臣の側近。高原家とも家族ぐるみで付き合いがあり、雅臣と高原家のよき理解者であった。しかし戦後は東宮電気およびトーグーグループから離れて市井の発明家として活動する。
実は、東宮と高原の錬金術を狙って彼らに接近していた古科学者であった。さらには戦後、絶望に沈む喜一郎に近づき、彼に「錬金術の闇」と称して錬金術の技術を利用した「人間の生命力を破壊力に転化する、水爆を超えた大量殺戮特攻兵器」を見せて、錬金術の欺瞞を説き古科学者への転身を勧めた。後にミズチのトップとなる平賀の実父である。
実は喜一郎に見せた兵器を作った張本人であり、大日本帝国陸軍お抱えの闇の兵器職人である。軍部に本土決戦兵器の実用を迫られ、錬金術の技術を求めて東宮電気や高原家に接触。空襲の混乱の中で高原家から設計図を盗み出して兵器転用を行った。しかし間に合わず敗戦を迎え、同時に高原家の錬金術の技術の高さに嫉妬。その腹いせとして喜一郎を古科学者に引き入れ、高原の錬金術の継承者を無くす事で、これを滅ぼそうと画策していた。

### 逸色ビル
板垣千秋（いたがき ちあき）
逸色ビル1階の花屋「フラワーイタガキ」の看板娘。
神経の病気で足の不自由な身だが、ヒッシャムの調合した薬で徐々に回復しつつある。趣味はリハビリ。喜一郎に思いを寄せている。
板垣
千秋の父親。千秋の足の治療法をだしに、古科学者に利用されていた。ひかるに戦いを挑んだ過去もあるが現在は改心している。
彦左衛門（ひこざえもん）
古科学者の杉田により強化・洗脳されたミドリガメ。1巻にて逸色ビルを襲撃する。
後に千秋の純粋さに惹かれ、ヒッシャムの治療により本来の姿をほぼ取り戻した（一部、後遺症が残っている）後、千秋のペット兼ボディガードとなった。
天成会
逸色ビル4階を拠点に構える、奥村組系列のその筋。
毎度の如く高額報酬で危険かつナンセンスな依頼を『鳥屋』に持ち込む“お得意様”。

### 御色町の人々
パパ
声 - 中國卓郎
吉永家の大黒柱。体育会系のゴツい容姿とは裏腹に、穏やかな性格のマイホームパパ。何かと大きい声で喋る。常に冷静で慌てることなく良識ある行動をとるが、一方で行動派かつ迂闊者の天然パパ。あまり考えずに余計な一言を不意に漏らしたり、言葉足らずの行動からママに誤解され無言で粛清のプロレス技をかけられたり、時に家族に理解されず孤独を噛みしめたりと（自業自得とはいえ）悲哀をのぞかせる行動をとることもある。
ママ
声 - 浅野るり
とても無口な吉永家の主婦。可愛らしい容姿に見合うおっとりしたロマンチストな性格と、朝に子供を起こす際にパワーボムを決めたり、「兵器として使うからガーゴイルを売れ」と言ってきた某国の遣いにタイガースープレックスをぶちかますなど、風貌に反した豪快な性格を併せ持つ。
怪盗百色の大ファンで、写真を撮ったりビデオを録ったりしては大事にコレクションしている。
小野寺 美森（おのでら みもり）
声 - 稲村優奈
双葉の級友にして親友。心優しい少女で、エイバリーとは大の仲良し。暴走する双葉や梨々のツッコミ役。
エイバリー
声 - 飯島肇
小野寺家で飼われている盲導犬。性格は実直。愛称は「エイバリー少尉」または「少尉」。愛称の由来は、彼が戦争物の映画が好きで、これを見ると騒ぎ出すことから。ガーゴイルとの会話では、軍人言葉になる。なお、なぜ「少尉」であるのかという事に関して本人は「自分は士官学校（盲導犬訓練校の事）にて訓練を受けたから」だと理解している。
近所の家に泥棒が侵入した際、それを周囲に知らせ、逮捕に大きく貢献したことにより少尉から中尉に昇格した。
佐々尾（ささお）のおばあちゃん
声 - 園崎未恵
吉永家の隣家、佐々尾家のおばあちゃん。子どもたちが独立し、夫に先立たれているため、独居老人となっている。双葉たちを孫のように可愛がってくれる優しい人物。双葉が来る度に商店街の和菓子屋・里見屋の塩饅頭をごちそうしてくれる。実家は御色町の商店街にかつて存在した茶屋。
家に押し入った強盗をガーゴイルに成敗してもらったため、そのお礼として、後に彼のトレードマークとなる鈴をガーゴイルにプレゼントした。その事により自身はそれと気づかず、ガーゴイルに「感謝」と「応える事」により「人の絆を嬉しいと感じる喜び」を教えた人物である。ガーゴイルのことを「狛犬さん」と呼ぶ。
佐々尾（ささお）のじーさん
佐々尾家のおばあちゃんの夫。故人。8巻にて双葉の行動をきっかけとして化けて出てガーゴイルにとり憑く。昧礼寺の住職とは犬猿の仲。
生前の職業は警察官であり、佐々尾のおばあちゃんの実家の前にあった交番に勤務する制服警官だった。情には厚いが、法律や決まりは好んで踏み倒す不良警官で、現役時代は度々問題行動を起こしていた。はっきり言えば「イタズラ小僧が成長せずに大人になった」性格をしていた。そのため時折、御色町に騒動を巻き起こすトラブルメーカーとして有名であった。
双葉にとっては「ケンカ・イタズラのやり方」や「危険を判断する方法・危険からの逃げ方」を教えてくれた師匠とも言える存在である。
アニメにも登場するが、無言での登場であったため声優は設定されていない。
菊一文字（きくいちもんじ）
声 - 儀武ゆう子
ガーゴイルのことを「旦那」と呼び慕っている黒ネコ。野良だが食事は吉永家などでもらっている、いわゆる半野良である。また、この横一文字から付きそうになった不名誉なあだ名は「貯金箱」。
石田 歳三（いしだ としぞう）
声 - 儀武ゆう子
双葉たちの級友で、薬局の息子。双葉とは喧嘩しつつも仲が良い。
番外編『おるたなてぃぶ』に、石田という薬造りの古科学者の話が出るが、関係は不明。
片桐 林吾（かたぎり りんご）
声 - 青木強
和己の同級生で友人。ボサボサ頭と丸眼鏡が特徴。演劇部の部長兼演出兼役者で脚本も書く。演出、役者としては優秀だが、心の師が唐十郎や寺山修司というアングラ演劇好きで、書く脚本が難解なアングラものばかりというのが玉に瑕。多少強引だったり暴走することもあるが、芝居にかける情熱と行動力はものすごく、先頭に立って部員を引っ張っていこうとする。そのため、彼らからの信頼は厚いが、尊敬はされていない。
片桐桃（かたぎり もも）
声 - 藤田咲
林吾の妹。演劇部の舞台監督であり、影に日向に部の活動を支える。髪型は柔らかいポニーテール。かわいらしい風貌と活発な性格の持ち主だが、兄に似ずしっかり者かつ常識派で、ともすれば暴走しがちな林吾のブレーキ役も彼女の務め。だが、迫真の演技（泣き落とし）で和己を騙し要求を飲ませる辺りは、確かにこの兄にしてこの妹と思わせる。和己に対し、ひそかに想いを抱いている。
実は演劇にはまったのは、林吾より桃の方が先。しかし兄のアングラ好きとは異なり、演劇集団キャラメルボックスに傾倒している。そのために、演劇趣味では常に兄と対立している。
清川刑事（きよかわけいじ）
声 - 風間勇刀
御色町の治安を守る刑事。常に目は笑っているが、怪盗百色の逮捕を夢見ている。非番の日はジョギングで汗を流している。
夜倶 外法人（よぐ そとほうと）
声 - 風間勇刀
双葉の担任で、あだ名は夜倶ちゃん。作中屈指の謎の人物である。
先生らしく背広を着ているが、髪の毛が顔を覆いつくしていて、素顔を見た人はいないらしい（ガーゴイル曰く「背広を着た、髪の塊」）。文節を「―」で区切る怪しい話し方をするが、完全に無口な吉永家のママと普通に会話ができる。ガーゴイルでも気配を感じ取れず、写真に写すとピンボケとノイズで心霊写真のようになる。以上のように怪しい描写が多いが、学校では人気があるとのこと。
昧礼寺（まいれいじ）の住職（じゅうしょく）
御色町の南端にある寺院、昧礼寺の住職。極限まで鍛えた体と僧籍にある者としての禿頭、さらには目が光に弱いためにかけているサングラスから「ターミネーター」と呼ばれている。そして、一旦こうと決めたことは必ず完遂する、一種はた迷惑かつ義理堅い性格であり、それ故にあだ名通りの行動に至り対象者を恐怖に陥れてしまうこともある。佐々尾のじーさんとは犬猿の仲。

### ミズチ

#### 末端・離反者
お七（おしち）
古科学者。表向きは呉服店「江戸屋」を営んでいる老女。
花一輪から火柱を紡ぎ出すなど、火炎系列の攻撃術を得意としており、また、レイジから教わった催眠術を好奇心で修得してしまうなど、かなりの天才。一見柔らかい物腰だが、目的の為に非情に徹する一面も持っている。
1巻でひかるを古科学側へヘッドハンティングしようとするも拒否され、その後紆余曲折の末、ひかるの捕虜として「鳥屋」に同居することになる。
ピクシー
レイジが諜報のため吉永家に送り込んだ、身長15センチほどの妖精。不思議の国のアリスのような格好をしている。
ガーゴイルに感知されることなく吉永家に侵入し、双葉の容姿をコピーし感覚を共有した（ガーゴイルが家族には手出しできないという弱点を突くため）。ただし当人に害意はなく、性格は穏やかで言葉遣いも丁寧。
レイジに操られガーゴイルに牙を剥いたが、自力で支配から免れた。戦闘能力は高く、特にそのスピードはガーゴイルを翻弄するほどであった。
双葉との感覚共有と吉永家の人情に触れたことやレイジに支配されたことへの怒りで、ミズチより離反し吉永家の一員となる。

#### 中枢部
レイジ＝マルケス
声 - 岡野浩介
邪教「ツァコル教」の教祖であり、催眠術師。7巻にて登場。後に、本編最終エピソードの黒幕として君臨する。
自身の宗教を壊滅させた百色を憎み、復讐するために来日したが、百色一家とガーゴイルに敗退。平賀に接触して彼をそそのかし、ミズチを結成させた。
催眠術と錬丹術を駆使する。かつて支配していた教団も、これを主軸にマインドコントロールを行うことによって恐怖支配の元、組織を動かしていた。教団の被害者は主に年若い少年少女であり、錬丹術による薬を用いて超能力研究も行っていた。これが百色の怒りを買った理由でもある。
その後、錬金術や古科学を学ぶなど力を付け（『ガーゴイルおるたなてぃぶ』3巻参照）、14巻にて再び来日。数々の策を弄して御色町の住民を籠絡、吉永家と百色一家を孤立させた。
平賀（ひらが）
古科学者集団「ミズチ」のリーダーの中年男性。『おるたなてぃぶ』のラスボス。電気の使い手で、放電攻撃や反射神経の強化を得意とする。元は弱い古科学者だったが、ウィツィロポチトリと命を共有して能力を強化し、喜一郎を追い詰めた。
本編9巻および10巻に登場した平賀の息子である。
狛（こま）
古科学者の近松に作られた市松自動人形。好戦的な性格でガー助のライバル。製作者の命により「ラーの天秤」のマイスターである「アヌビス」（ひかるとガー助の事）を追う。
口から物凄い勢いで吐き出す熱い緑茶（ガー助曰く『波動茶』）と左手に携えた刀（妖刀メイクアップ・シャドウ）が武器。趣味は少女漫画鑑賞で、よくそこから取ったような台詞を言う。
後に自らと渡り合うガー助に興味を抱き、さらにはそれが高じてガー助に「自分の物になれ」と迫り、そのために非常に危険な愛情表現を兼ねた攻撃を行うようになる。
人間に「遣われる」（具体的な方法は不明）ことによって稼動する。戦闘力や戦術は遣った人間の能力に依存し、遣った人間が気を失うなどすると弱体化する（波動茶や剣術が使えなくなる）。
ウィツィロポチトリ
ミズチが「ラーの天秤」の技術を用いて製作した蜂鳥型の自動石像。ケツァルコアトルの弟。
光線、念動力、火の玉を操り、戦闘能力に関してはガーゴイルと同格。知能も高く、果ては貧乏生活テクニックまで擁する、まさしく“ミズチの切り札”。尊大かつ傲慢、更に残酷な性格を併せ持ち、“力持つ者”を自称する。目的は世界征服。
自身の名を名乗った途端、ガー助に「ポチ」というあだ名を付けられた。
ケツァルコアトル
14巻にてレイジが連れて来た白色の蛇型自動石像。大蛇の体に翼が生えた姿をしている。
百色一家（およびガーゴイル）への復讐のために作られたのだが、本人は「賢者の石」の研究および解析以外にはまったく興味がない。戦闘能力はそれほど高くなく、防御力に至っては普通の爆弾でも破壊が可能なほど弱く、撹乱能力には長けているがケルプに及ばない、といった程度。番外編のポチとは兄弟関係にあるが、能力に関しては数段劣る。
ガーゴイルの弱点を突き破壊した。

### その他の人物
魔法使い
南の島に住む魔法使い。南方戦線において致死の傷を負い、戦死寸前で島に流れ着いた喜一郎を、彼の持つ賢者の石のオリジナルの力を用いて不老不死にした人物。
彼自身も、かつてはどこかの国の軍属（有体に言えば軍務における軽便輸送を担当した飛行機乗り）だったらしいのだが、戦争に加担する事に嫌気がさして消息を絶ち、以降は人間を忌避して世捨て人となり南の島を結界で覆って人払いし、静かに隠れ住んでいた。
喜一郎に「本当にたいせつなものは、人の目には見えないもの」と語り、「君自身の薔薇を決して手放してはいけない」と、比喩をもって諭そうとする。

## 漫画
玉岡かがりの作画で『マジキュー』Vol.12から22まで連載され、2006年3月31日に単行本化された。その後、2007年に入りファミ通文庫公式サイト『FB Online』でウェブコミックとして連載再開。『FB Online』掲載分は2008年2月に『吉永さん家のガーゴイル ハッピー&ハートフル』のタイトルで刊行された。

### 4コマ漫画
日向悠二と玉岡かがりの2名によって、別々に描かれた。
日向執筆分
『マジキュー』不定期掲載、『メガミマガジン』（学習研究社）2006年5月号から9月号までの連載、公式サイトに連載された。そのほか、本作に関するCDや販促用チラシなど、いろいろな場所に掲載された。それぞれのタイトルは「No.1」から始まり「No.54」までの連番になっている。
CD『吉永さん家の玉手箱』のデータトラックに、かなりの数が収録されている。携帯電子書籍サイト「ちょく読み」で配信されている携帯電子書籍『吉永さん家のガーゴイル 4コマ』（vol.1 - 4）には、全話収録されている。
玉岡執筆分
公式サイト、および『FB Online』に連載された。『吉永さん家のガーゴイル ハッピー&ハートフル』に収録されている。

## 既刊一覧

### 小説
台湾・香港では、「吉永家的石像怪」のタイトルで台湾国際角川書店より刊行されている。

#### 吉永さん家のガーゴイル

##### ファミ通文庫版
- 田口仙年堂（著）・日向悠二（イラスト） 『吉永さん家のガーゴイル』 エンターブレイン〈ファミ通文庫〉、全15巻
  1. 2004年2月4日初版発行（1月23日発売[8]）、ISBN 4-7577-1701-6
  2. 2004年3月31日初版発行（3月19日発売[9]）、ISBN 4-7577-1788-1
  3. 2004年6月3日初版発行（5月22日発売[10]）、ISBN 4-7577-1871-3
  4. 2004年9月3日初版発行（8月23日発売[11]）、ISBN 4-7577-1967-1
  5. 2004年11月1日初版発行（10月20日発売[12]）、ISBN 4-7577-2033-5
  6. 2005年2月1日初版発行（1月20日発売[13]）、ISBN 4-7577-2133-1
  7. 2005年5月2日初版発行（4月20日発売[14]）、ISBN 4-7577-2251-6
  8. 2005年11月10日初版発行（10月29日発売[15]）、ISBN 4-7577-2488-8
  9. 2006年4月11日初版発行（3月30日発売[16]）、ISBN 4-7577-2663-5
  10. 2006年5月10日初版発行（4月28日発売[17]）、ISBN 4-7577-2742-9
  11. 2006年11月10日初版発行（10月30日発売[18]）、ISBN 4-7577-3000-4
  12. 2007年5月10日初版発行（4月28日発売[19]）、ISBN 978-4-7577-3503-3
  13. 2007年11月9日初版発行（10月29日発売[20]）、ISBN 978-4-7577-3793-8
  14. 2008年6月11日初版発行（5月30日発売[21]）、ISBN 978-4-7577-4230-7
  15. 2008年8月11日初版発行（7月30日発売[22]）、ISBN 978-4-7577-4333-5

##### 角川つばさ文庫版
- 田口仙年堂（著）・日向悠二（イラスト） 『吉永さん家のガーゴイル』 エンターブレイン〈ファミ通文庫〉、2014年2月15日初版発行（同日発売[23]）、ISBN 978-4-04-631381-2

#### ガーゴイルおるたなてぃぶ
- 田口仙年堂（著）・日向悠二（イラスト）、エンターブレイン〈ファミ通文庫〉、全5巻
  - 『ガーゴイルおるたなてぃぶ』、2006年8月10日初版発行（7月29日発売[24]）、ISBN 4-7577-2866-2
  - 『ガーゴイルおるたなてぃぶ2』、2007年1月29日発売[25]、ISBN 978-4-7577-3325-1
  - 『ガーゴイルおるたなてぃぶ3』、2007年7月30日発売[26]、ISBN 978-4-7577-3631-3
  - 『ガーゴイルおるたなてぃぶ4』、2008年2月12日初版発行（1月30日発売[27]）、ISBN 978-4-7577-3978-9
  - 『ガーゴイルおるたなてぃぶZERO』、2009年1月30日発売[28]、ISBN 978-4-7577-4648-0

#### コラボアンソロジー
- 『コラボアンソロジー1 狂乱家族日記』、2008年8月30日発売[29]、ISBN 978-4-7577-4372-4
  - 「御色町狂乱捕物日記」（ファミ通文庫SP『FBSP vol.3 狂乱家族日記すぺしゃる』掲載）および日日日による「狂乱!ガーゴイル日記2054」」（ファミ通文庫公式サイト『FB Online』掲載）を収録
- 『コラボアンソロジー2 “文学少女”はガーゴイルとバカの階段を昇る』、2008年11月11日初版発行（10月30日発売[30]）、ISBN 978-4-7577-4484-4
  - 「天栗浜のガーゴイル」（ファミ通文庫公式サイト『FB Online』掲載）を収録
- 『コラボアンソロジー3 まじしゃんず・あかでみい』、2009年2月12日初版発行（1月31日発売[31]）、ISBN 978-4-7577-4581-0
  - 「吉永さん家の☆まかでみい 門番なんですけど。」（書き下ろし）を収録

#### アニメすぺしゃる
- 『吉永さん家のガーゴイル アニメすぺしゃる』、2006年11月10日初版発行（10月30日発売[32]）、ISBN 4-7577-3003-9
  - アニメ全13話のシナリオに加え書き下ろし短編を収録

### 漫画
- 田口仙年堂（原作）・玉岡かがり（漫画） 『吉永さん家のガーゴイル』 エンターブレイン〈マジキューコミックス〉、2006年3月31日発売[7]、ISBN 4-7577-2690-2
- 田口仙年堂（原作）・玉岡かがり（漫画） 『吉永さん家のガーゴイル ハッピー&ハートフル』 エンターブレイン〈マジキューコミックス〉、2008年2月25日発売[33]、ISBN 978-4-7577-4073-0

## アニメ
2006年4月から同年6月まで放送されていた。全13話。放送時には次回予告がなく、エンディングで次回の映像が放送されている。2006年7月から同年11月にかけて発売された本編DVDには、次回予告と新たに制作されたエンディング映像が収録されている。また、DVD各巻にはオリジナルエピソードとして短編アニメ「不思議の国の和己」（1回約2分、全5回）が収録されている。

### スタッフ
- 原作 - 田口仙年堂[6]
- 監督 - 鈴木行[6]
- シリーズ構成・脚本 - 吉岡たかを[6]
- キャラクター原案 - 日向悠二[6]
- キャラクターデザイン・総作画監督 - 渡辺真由美[6]
- 美術監督 - 松平聡[6]
- 色彩設定 - 山口喜加[6]
- 撮影監督 - 三品雄介[6]
- 編集 - 坂本雅則[6]
- 音響監督 - 飯塚康一[6]
- 音楽 - 大谷幸[6]
- プロデューサー - 赤堀悟[6]、高畑裕一郎[6]、大宮三郎[6]
- アニメーションプロデューサー - 光延青児[6]
- アニメーション制作 - トライネットエンタテインメント[6]、スタジオ雲雀[6]
- 製作 - 御色町商店街[6]（エンターブレイン、エイベックス・エンタテインメント、トライネットエンタテインメント、ハピネット・ピクチャーズ）

### 主題歌
オープニングテーマ
「オハヨウ」
歌 - 双葉（斎藤千和）、梨々（水樹奈々）、美森（稲村優奈）

エンディングテーマ
「愛においで 逢いにおいで」（第1話 - 第12話）
歌 - 双葉（斎藤千和）、梨々（水樹奈々）、美森（稲村優奈） 
- 3人で歌うバージョンとそれぞれのソロの4種類が、放送された内容に合わせて使われた。

「答えは空の下」（第13話）
作詞・作曲 - Funta / 編曲 - 梅堀淳 / 歌 - 双葉（斎藤千和）
- DVDおよび再放送では「答えは空の下」（ノンテロップ）のあとに通常エンディングが流れる。

### 各話リスト
| 話数 | サブタイトル               | 絵コンテ        | 演出                     | 作画監督                                       |
| ---- | -------------------------- | --------------- | ------------------------ | ---------------------------------------------- |
| 1    | 吉永さん家の石ッころ       | 鈴木行          | 鈴木良成                 | 渡辺真由美、加納綾                             |
| 2    | 激突!天使と悪魔            | 鈴木良成 鈴木行 | 鈴木良成 松浦錠平        | 柳瀬譲二、SIGERU                               |
| 3    | 盗まれた少女               | 矢吹勉 鈴木行   | 矢吹勉 鈴木良成 松浦錠平 | 加納綾、渡辺真由美 竹上貴雄、小沼克介          |
| 4    | 鏡に映らない心             | 岡本英樹        | 山崎友正                 | あみさきりょうこ、近藤高光 三浦貴弘、山形孝二  |
| 5    | 山の歌声                   | 木村真一郎      | 高田昌弘                 | 渡辺真由美、近藤高光 竹上貴雄、小沼克介        |
| 6    | もう君の歌は聞こえない     | 岡本英樹        | 松浦錠平                 | 加納綾、竹上貴雄                               |
| 7    | 梨々恋しや首なしデュラハン | 有富興二 鈴木行 | 齋藤徳明 鈴木芳成        | 三浦貴弘、渡辺真由美 あみさきりょうこ          |
| 8    | 銀雪のガーゴイル           | 尼野浩正        | 山崎友正                 | 加納綾、尼野浩正                               |
| 9    | 怪盗梨々                   | 阿藍隅史        | 矢吹勉 康村諒 鈴木芳成   | 竹上貴雄、山形孝二 阿藍隅史                    |
| 10   | 商店街狂想曲               | 鈴木行          | 高田昌宏                 | 渡辺真由美、柳瀬譲二                           |
| 11   | 人形がみつけた赤い糸       | 鈴木行          | 齋藤徳明 山崎友正        | 加納綾、あみさきりょうこ 竹上貴雄、渡辺真由美  |
| 12   | 夫婦喧嘩も祭りの華         | 鈴木行          | 山崎友正                 | 竹上貴雄、猫部那智子                           |
| 13   | 祭りよければ終わりよし!    | 鈴木行          | 鈴木芳成 鈴木行          | 渡辺真由美、加納綾 鎌田祐輔、竹上貴雄 小沼克介 |

### 放送局
| 放送地域   | 放送局       | 放送期間                 | 放送日時           | 放送系列       | 備考   |
| ---------- | ------------ | ------------------------ | ------------------ | -------------- | ------ |
| 千葉県     | チバテレビ   | 2006年4月1日 - 6月24日   | 土曜 26:05 - 26:35 | 独立UHF局      |        |
| 埼玉県     | テレ玉       | 2006年4月3日 - 6月26日   | 月曜 26:00 - 26:30 | 独立UHF局      |        |
| 神奈川県   | tvk          | 2006年4月3日 - 6月26日   | 月曜 26:15 - 26:45 | 独立UHF局      |        |
| 京都府     | KBS京都      | 2006年4月4日 - 6月27日   | 火曜 26:00 - 26:30 | 独立UHF局      |        |
| 東京都     | 東京MXテレビ | 2006年4月4日 - 6月27日   | 火曜 26:00 - 26:30 | 独立UHF局      |        |
| 兵庫県     | サンテレビ   | 2006年4月4日 - 6月27日   | 火曜 26:05 - 26:35 | 独立UHF局      | [ 34 ] |
| 中京広域圏 | メ〜テレ     | 2006年4月12日 - 6月28日  | 水曜 27:08 - 27:38 | テレビ朝日系列 |        |
| 日本全域   | AT-X         | 2006年7月21日 - 10月13日 | 金曜 10:00 - 10:30 | CS放送         |        |
| 日本全域   | GyaO         | 2007年1月29日 - 3月12日  | 月曜 12:00更新     | ネット配信     |        |
| 日本全域   | シーエスGyaO | 2008年1月10日 -          | 木曜 25:00 - 25:30 | CS放送         |        |

### 関連商品

#### DVD
本編
| 巻 | 発売日         | 規格品番  |
| -- | -------------- | --------- |
| 1  | 2006年7月28日  | BIBA-6611 |
| 2  | 2006年8月25日  | BIBA-6612 |
| 3  | 2006年9月29日  | BIBA-6613 |
| 4  | 2006年10月27日 | BIBA-6614 |
| 5  | 2006年11月24日 | BIBA-6615 |

その他
- 『吉永さん家のガーゴイル イントロダクションDVD』2006年6月23日発売[36]

#### CD
- ドラマCD「吉永さん家のガーゴイル ガーくんドキドキ三本勝負」（2006年4月26日、AVCA-22717）
  - OPテーマ「オハヨウ」とEDテーマ「愛においで 逢いにおいで」のTVsizeを、主題歌CDに先行して収録。
  - ドラマCD第1話「吉永さん家の和己くん」、第2話「第一小のガーゴイル」、第3話「お姉さん家の青龍刀」を収録。
  - ドラマCDは、原作の田口仙年堂監修。
  - アニメには未登場の、夜倶先生も登場した。
  - ジャケットは、日向悠二描き下ろし。
  - 初回特典として、特製カードが封入された。
- OP&EDテーマ オハヨウ/愛においで 逢いにおいで（2006年5月24日、AVCA-22758）
- 吉永さん家のガーゴイル キャラクターソングシリーズ（2006年7月5日、AVCA-22826～22828）
  - 各キャラクターのキャラクターソングとそのInstrumental、EDテーマ「愛においで 逢いにおいで」のソロバージョン、おまけメッセージを収録。
  - 初回特典として、日向悠二描き下ろしアナザージャケットが封入された。

  1. ｢答えは空の下｣（双葉（斎藤千和））
  2. ｢Promise you｣（梨々（水樹奈々））
  3. ｢Dear my Friends｣（美森（稲村優奈））
- 吉永さん家のガーゴイル 御色町おんがく祭り（2006年5月24日、AVCA-22789（AVCX-22789））
  - 吉永双葉役の斎藤千和と吉永和己役の宮田幸季による、「現場タレコミミニ番組」と称したラジオ風ドラマや、アフレコ裏話、BGMなどを収録。
  - 初回特典として、怪盗百色モデル 特製トランプのジョカーその1が封入された。
- 吉永さん家の玉手箱（2006年5月24日、AVCA-22938）
  - 全24曲を収録した音楽CDと、PC用デスクトップアクセサリー集を収録。
  - デスクトップアクセサリー集には、デスクトップ用デジタル時計5種と壁紙4種、スクリーンセイバー1種、アイコン12種のほか、日向悠二による4コマ漫画no.4～33を収録。
  - 初回特典として、怪盗百色モデル 特製トランプのジョカーその2が封入された。